# Divina Galica
Divina Mary Galica (* 13. August 1944 in Bushey Heath, Hertfordshire, England) ist eine ehemalige britische Sportlerin. Ende der 1960er und Anfang der 1970er war sie die erfolgreichste Skirennläuferin Großbritanniens. Im Anschluss startete sie eine erfolgreiche Karriere als Rennfahrerin.

## Biografie
Galica nahm 1964 in Innsbruck als 19-Jährige erstmals an Olympischen Winterspielen teil. Der Durchbruch zur erweiterten Weltspitze gelang ihr dann vier Jahre später. Zwischen 1968 und 1971 fuhr sie bei 15 Weltcuprennen, fast durchgängig Abfahrten und Riesenslaloms, unter die besten Zehn. Zweimal gelang ihr mit dritten Plätzen der Sprung aufs Podest. Mit einem achten Platz im Riesenslalom bei den Olympischen Winterspielen 1968 in Grenoble und einem siebten im Riesenslalom von Sapporo 1972 festigte sie ihren Rang als eine der erfolgreichsten Läuferinnen in der Geschichte des britischen Skisports.
Kurz nach dem Rücktritt aus der britischen Skinationalmannschaft wurde Galica zu einem Prominenten-Autorennen eingeladen. Ihr offenkundiges Talent führte sie zum Aufbau einer zweiten Karriere als Motorsportlerin. Galica ging bei verschiedenen Kart-, Sportwagen- und Truck-Rennen an den Start. 1976 gab sie sogar als vierte Fahrerin des britischen Surtees-Ford-Teams beim Großen Preis von Großbritannien ihr Debüt in der Formel 1, scheiterte jedoch in der Qualifikation. Zwei weitere Versuche folgten 1978 als Fahrerin im Team des exzentrischen Lords Hesketh. Nach zwei verpassten Qualifikationen zum Saisonauftakt wurde sie aber durch Eddie Cheever ersetzt.
Galica arbeitet heute als Vizepräsidentin der vom ehemaligen Formel-1-Fahrer Skip Barber ins Leben gerufenen Racing School. Wegen ihrer sportlichen Erfolge wurde sie in den Order of the British Empire aufgenommen.

## Statistik

### Sebring-Ergebnisse
| Jahr | Team        | Fahrzeug   | Teamkollege | Platzierung | Ausfallgrund |
| ---- | ----------- | ---------- | ----------- | ----------- | ------------ |
| 1981 | Kent Racing | Mazda RX-7 | Kathy Rude  | Ausfall     | Defekt       |

### Einzelergebnisse in der Sportwagen-Weltmeisterschaft
| Saison | Team                      | Rennwagen            | 1   | 2   | 3   | 4   | 5   | 6   | 7   | 8   | 9   | 10  | 11  | 12  | 13  | 14  | 15  | 16  |
| ------ | ------------------------- | -------------------- | --- | --- | --- | --- | --- | --- | --- | --- | --- | --- | --- | --- | --- | --- | --- | --- |
| 1980   | Brands Hatch Racing       | Tiga SC80            | DAY | BRH | SEB | MUG | MON | RIV | SIL | NÜR | LEM | DAY | WAT | SPA | MOS | ROA | VAL | DIJ |
| 1980   | Brands Hatch Racing       | Tiga SC80            | 11  |     |     |     |     |     |     |     |     |     |     |     |     |     |     |     |
| 1981   | Kent Racing Kelly Limited | Mazda RX-7 Tiga SC80 | DAY | SEB | MUG | MON | RIV | SIL | NÜR | LEM | PER | DAY | WAT | SPA | MOS | ROA | BRH |     |
| 1981   | Kent Racing Kelly Limited | Mazda RX-7 Tiga SC80 |     | DNF |     |     | DNF |     |     |     |     |     |     |     |     |     | 20  |     |
| 1984   | Techspeed Racing          | Grid S1              | MON | SIL | LEM | NÜR | BRH | MOS | SPA | IMO | FUJ | KYA | SAN |     |     |     |     |     |
| 1984   | Techspeed Racing          | Grid S1              |     | DNF |     |     |     |     |     |     |     |     |     |     |     |     |     |     |
| 1985   | Cosmik Racing             | March 84G            | MUG | MON | SIL | LEM | HOK | MOS | SPA | BRH | FUJ | SEL |     |     |     |     |     |     |
| 1985   | Cosmik Racing             | March 84G            |     |     |     |     | 7   |     |     |     |     |     |     |     |     |     |     |     |
| 1992   | Chamberlain Engineering   | Spice SE89C          | MON | SIL | LEM | DON | SUZ | MAG |     |     |     |     |     |     |     |     |     |     |
| 1992   | Chamberlain Engineering   | Spice SE89C          |     | 7   |     |     |     |     |     |     |     |     |     |     |     |     |     |     |